# One Moment in Time
"One Moment in Time" is een nummer van de Amerikaanse zangeres Whitney Houston. Het nummer verscheen op de soundtrack van de Olympische Zomerspelen 1988 in Seoel, Zuid-Korea. Op 27 augustus van dat jaar werd het nummer uitgebracht als de eerste single van het album.

## Achtergrond
"One Moment in Time" is geschreven door Albert Hammond en John Bettis en geproduceerd door Narada Michael Walden. Hammond kreeg inspiratie voor het nummer door de tijdloosheid van Elvis Presley en bedacht zich dat Presley het zou zingen tijdens de openingsceremonie van de Olympische Spelen. Het verscheen uiteindelijk op het album 1988 Summer Olympics Album: One Moment in Time, geproduceerd door de televisiezender NBC Sports ter promotie van hun uitzendingen rond de Olympische Spelen van 1988. Houston zong het nummer live tijdens de openingsceremonie voor deze Spelen en wordt beschouwd als een lied over het geloven in jezelf, ook als alles tegenzit. In de videoclip van het nummer komt Houston niet voor, maar deze bestaat in plaats daarvan uit oudere Olympische beelden, tussen 1924 en 1988.
"One Moment in Time" werd een wereldwijde hit. In de Verenigde Staten bereikte het de vijfde plaats, maar kwam het op de eerste plaats in de Adult Contemporary-lijst. In het Verenigd Koninkrijk en Duitsland werd het een nummer 1-hit in de algemene hitlijsten, alsmede in de European Hot 100 Singles waarin de verkopen uit meerdere Europese landen werden samengevoegd. Het werd een top 5-hit in onder anderen Finland, Frankrijk, IJsland, Italië, Noorwegen, Oostenrijk, Zweden en Zwitserland. In Nederland behaalde het de zesde plaats in zowel de Top 40 als de Nationale Hitparade Top 100, terwijl in Vlaanderen de derde plaats in de Ultratop 50 werd behaald. Na het overlijden van Houston op 11 februari 2012 keerde de single terug in enkele hitlijsten, waaronder in het Verenigd Koninkrijk en Nederland. In 1989 ontving Houston voor het nummer een Grammy Award-nominatie in de categorie Best Female Pop Vocal Performance en trad op tijdens de ceremonie, maar verloor uiteindelijk van "Fast Car" van Tracy Chapman.
"One Moment in Time" is gecoverd door onder meer The Shadows op hun album Steppin' to the Shadows: 16 Great Tracks As Only the Shadows Can Play Them uit 1989. In 1994 zong Glennis Grace het nummer in de Soundmixshow, waarmee zij deze editie winnend afsloot. In 2016 zong Dana Winner het nummer tijdens het televisieprogramma Liefde voor muziek en scoorde hiermee een kleine hit in Vlaanderen.

## Hitnoteringen

### Nederlandse Top 40
| Hitnotering: 24-09-1988 t/m 26-11-1988 | Hitnotering: 24-09-1988 t/m 26-11-1988 | Hitnotering: 24-09-1988 t/m 26-11-1988 | Hitnotering: 24-09-1988 t/m 26-11-1988 | Hitnotering: 24-09-1988 t/m 26-11-1988 | Hitnotering: 24-09-1988 t/m 26-11-1988 | Hitnotering: 24-09-1988 t/m 26-11-1988 | Hitnotering: 24-09-1988 t/m 26-11-1988 | Hitnotering: 24-09-1988 t/m 26-11-1988 | Hitnotering: 24-09-1988 t/m 26-11-1988 | Hitnotering: 24-09-1988 t/m 26-11-1988 | Hitnotering: 24-09-1988 t/m 26-11-1988 |
| Week                                   | 1                                      | 2                                      | 3                                      | 4                                      | 5                                      | 6                                      | 7                                      | 8                                      | 9                                      | 10                                     |                                        |
| -------------------------------------- | -------------------------------------- | -------------------------------------- | -------------------------------------- | -------------------------------------- | -------------------------------------- | -------------------------------------- | -------------------------------------- | -------------------------------------- | -------------------------------------- | -------------------------------------- | -------------------------------------- |
| Positie                                | 31                                     | 18                                     | 12                                     | 8                                      | 6                                      | 6                                      | 11                                     | 17                                     | 31                                     | 39                                     | uit                                    |

### Nationale Hitparade Top 100
| Hitnotering week 1 t/m 13: 17-09-1988 t/m 10-12-1988 Hitnotering week 14 t/m 15: 18-02-2012 t/m 25-02-2012 | Hitnotering week 1 t/m 13: 17-09-1988 t/m 10-12-1988 Hitnotering week 14 t/m 15: 18-02-2012 t/m 25-02-2012 | Hitnotering week 1 t/m 13: 17-09-1988 t/m 10-12-1988 Hitnotering week 14 t/m 15: 18-02-2012 t/m 25-02-2012 | Hitnotering week 1 t/m 13: 17-09-1988 t/m 10-12-1988 Hitnotering week 14 t/m 15: 18-02-2012 t/m 25-02-2012 | Hitnotering week 1 t/m 13: 17-09-1988 t/m 10-12-1988 Hitnotering week 14 t/m 15: 18-02-2012 t/m 25-02-2012 | Hitnotering week 1 t/m 13: 17-09-1988 t/m 10-12-1988 Hitnotering week 14 t/m 15: 18-02-2012 t/m 25-02-2012 | Hitnotering week 1 t/m 13: 17-09-1988 t/m 10-12-1988 Hitnotering week 14 t/m 15: 18-02-2012 t/m 25-02-2012 | Hitnotering week 1 t/m 13: 17-09-1988 t/m 10-12-1988 Hitnotering week 14 t/m 15: 18-02-2012 t/m 25-02-2012 | Hitnotering week 1 t/m 13: 17-09-1988 t/m 10-12-1988 Hitnotering week 14 t/m 15: 18-02-2012 t/m 25-02-2012 | Hitnotering week 1 t/m 13: 17-09-1988 t/m 10-12-1988 Hitnotering week 14 t/m 15: 18-02-2012 t/m 25-02-2012 | Hitnotering week 1 t/m 13: 17-09-1988 t/m 10-12-1988 Hitnotering week 14 t/m 15: 18-02-2012 t/m 25-02-2012 | Hitnotering week 1 t/m 13: 17-09-1988 t/m 10-12-1988 Hitnotering week 14 t/m 15: 18-02-2012 t/m 25-02-2012 | Hitnotering week 1 t/m 13: 17-09-1988 t/m 10-12-1988 Hitnotering week 14 t/m 15: 18-02-2012 t/m 25-02-2012 | Hitnotering week 1 t/m 13: 17-09-1988 t/m 10-12-1988 Hitnotering week 14 t/m 15: 18-02-2012 t/m 25-02-2012 | Hitnotering week 1 t/m 13: 17-09-1988 t/m 10-12-1988 Hitnotering week 14 t/m 15: 18-02-2012 t/m 25-02-2012 | Hitnotering week 1 t/m 13: 17-09-1988 t/m 10-12-1988 Hitnotering week 14 t/m 15: 18-02-2012 t/m 25-02-2012 | Hitnotering week 1 t/m 13: 17-09-1988 t/m 10-12-1988 Hitnotering week 14 t/m 15: 18-02-2012 t/m 25-02-2012 | Hitnotering week 1 t/m 13: 17-09-1988 t/m 10-12-1988 Hitnotering week 14 t/m 15: 18-02-2012 t/m 25-02-2012 |
| Week | 1 | 2 | 3 | 4 | 5 | 6 | 7 | 8 | 9 | 10 | 11 | 12 | 13 | | 14 | 15 | |
| --- | --- | --- | --- | --- | --- | --- | --- | --- | --- | --- | --- | --- | --- | --- | --- | --- | --- |
| Positie | 71 | 40 | 16 | 12 | 8 | 7 | 6 | 10 | 18 | 21 | 45 | 54 | 97 | uit | 30 | 54 | uit |

### NPO Radio 2 Top 2000
| Nummer met noteringen in de NPO Radio 2 Top 2000 | '00  | '01  | '02 | '03  | '04  | '05  | '06  | '07  | '08  | '09  | '10  | '11  | '12  | '13  | '14  | '15  | '16  | '17  | '18  | '19  | '20  | '21  | '22  | '23  | '24  |
| ------------------------------------------------ | ---- | ---- | --- | ---- | ---- | ---- | ---- | ---- | ---- | ---- | ---- | ---- | ---- | ---- | ---- | ---- | ---- | ---- | ---- | ---- | ---- | ---- | ---- | ---- | ---- |
| One Moment in Time                               | 1041 | 1508 | -   | 1596 | 1626 | 1903 | 1520 | 1337 | 1571 | 1824 | 1815 | 1948 | 1383 | 1415 | 1242 | 1263 | 1209 | 1353 | 1092 | 1525 | 1374 | 1612 | 1721 | 1596 | 1877 |

1. ↑  Een '-' betekent dat het nummer niet was genoteerd en een vetgedrukt getal geeft de hoogste notering aan.
2. ↑  2000 was het eerste jaar met een notering voor dit nummer.